# 市邊押磐皇子
市邊押磐皇子（又名磐坂皇子、天万国万押磐尊、市邊之忍齒王、市邊忍齒別王、市邊天皇，？—456年），日本古墳時代的皇族。他是履中天皇與黑媛唯一的兒子。他與葛城蟻臣之女葛城荑媛（吉備島皇祖母命）育有居夏姬、億計王（仁賢天皇）、弘計王（顯宗天皇）及橘王四人。
市邊押磐皇子生平事蹟幾乎不詳，但根據《古事記》，他死於一次狩獵意外，但普遍認為這次是暗殺。
《播磨國風土記》稱他為「市邊天皇」，但《皇統譜》並無此稱號，有人據此認為他曾即天皇位。